# Toshio Egawa
 (mai 2020).
Toshio Egawa est un claviériste japonais, principalement connu comme membre du groupe Gerard.
Il a été claviériste dans les groupes Fromage, Novela et Earthshaker. Il joue aussi sur les tournées de Joe Lynn Turner.